# Frank Kalabat
Frank Kalabat (ur. 13 maja 1970 w Kuwejcie) – duchowny Kościoła katolickiego obrządku chaldejskiego, od 2014 biskup Detroit.

## Życiorys
Święcenia kapłańskie otrzymał 5 lipca 1995. Przez kilka lat pracował jako wikariusz kościoła w Southfield, a w 2001 został proboszczem parafii św. Tomasza w Detroit.
3 maja 2014 został mianowany eparchą Detroit. Sakry udzielił mu patriarcha chaldejski Louis Raphaël I Sako.